# Hibbertia
Genre
Classification phylogénétique
Hibbertia, ou Fleur de Guinée, est un genre d'arbustes vivaces, rampants ou grimpants de la famille des Dilleniaceae. Les cinq pétales des fleurs de toutes les espèces sont de diverses teintes de jaune, à l'exception de H. stellaris, H. miniata et H. selkii qui ont toutes des fleurs orange. Le genre compte environ 150 espèces, mais est actuellement en révision par Helmut Toelken du South Australian Herbarium et est susceptible d'augmenter.
La plupart de ces espèces -environ 110- sont originaires d'Australie, les autres se trouvant à Madagascar et sur les îles du Pacifique.
Le genre tire son nom de George Hibbert (1757 - 1837), un éminent marchand anglais et botaniste amateur.

## Identification
Compte tenu de la similitude de couleur et de forme des fleurs (presque toutes les espèces ont cinq pétales jaunes obovales), une méthode utile d'identification est de compter le nombre d'étamines qui peut varier de 4 à 200 selon les espèces.

## Liste d'espèces (incomplète)
- Hibbertia acerosa
- Hibbertia acrotrichion
- Hibbertia altigena (Nouvelle-Calédonie)
- Hibbertia amplexicaulis
- Hibbertia ancistrophylla
- Hibbertia ancistrotricha
- Hibbertia andrewsiana
- Hibbertia arcuata
- Hibbertia argentea
- Hibbertia aspera
- Hibbertia aurea
- Hibbertia avonensis
- Hibbertia banksii
- Hibbertia basaltica
- Hibbertia baudouinii (Nouvelle-Calédonie)
- Hibbertia bouletii (Nouvelle-Calédonie)
- Hibbertia bracteata
- Hibbertia comptonii (Nouvelle-Calédonie)
- Hibbertia cuneiformis
- Hibbertia dentata
- Hibbertia deplancheana (Nouvelle-Calédonie)
- Hibbertia diffusa
- Hibbertia ebracteata (Nouvelle-Calédonie)
- Hibbertia emarginata (Nouvelle-Calédonie)
- Hibbertia empetrifolia
- Hibbertia favieri (Nouvelle-Calédonie)
- Hibbertia furfuracea
- Hibbertia grossulariifolia
- Hibbertia heterotricha (Nouvelle-Calédonie)
- Hibbertia hirta
- Hibbertia hypericoides
- Hibbertia lanceolata (Nouvelle-Calédonie)
- Hibbertia linearis
- Hibbertia lucens
- Hibbertia margaretae (Nouvelle-Calédonie)
- Hibbertia miniata
- Hibbertia moratii (Nouvelle-Calédonie)
- Hibbertia nana (Nouvelle-Calédonie)
- Hibbertia obtusifolia
- Hibbertia pancheri (Nouvelle-Calédonie)
- Hibbertia patula (Nouvelle-Calédonie)
- Hibbertia pedunculata
- Hibbertia podocarpifolia (Nouvelle-Calédonie)
- Hibbertia procumbens
- Hibbertia pulchela (Nouvelle-Calédonie)
- Hibbertia rubescens (Nouvelle-Calédonie)
- Hibbertia scandens
- Hibbertia selkii
- Hibbertia serrata
- Hibbertia sericea
- Hibbertia serpyllifolia
- Hibbertia stellaris
- Hibbertia tontoutensis (Nouvelle-Calédonie)
- Hibbertia trachyphylla (Nouvelle-Calédonie)
- Hibbertia vestita
- Hibbertia vieillardii (Nouvelle-Calédonie)
- Hibbertia wagapii (Nouvelle-Calédonie)

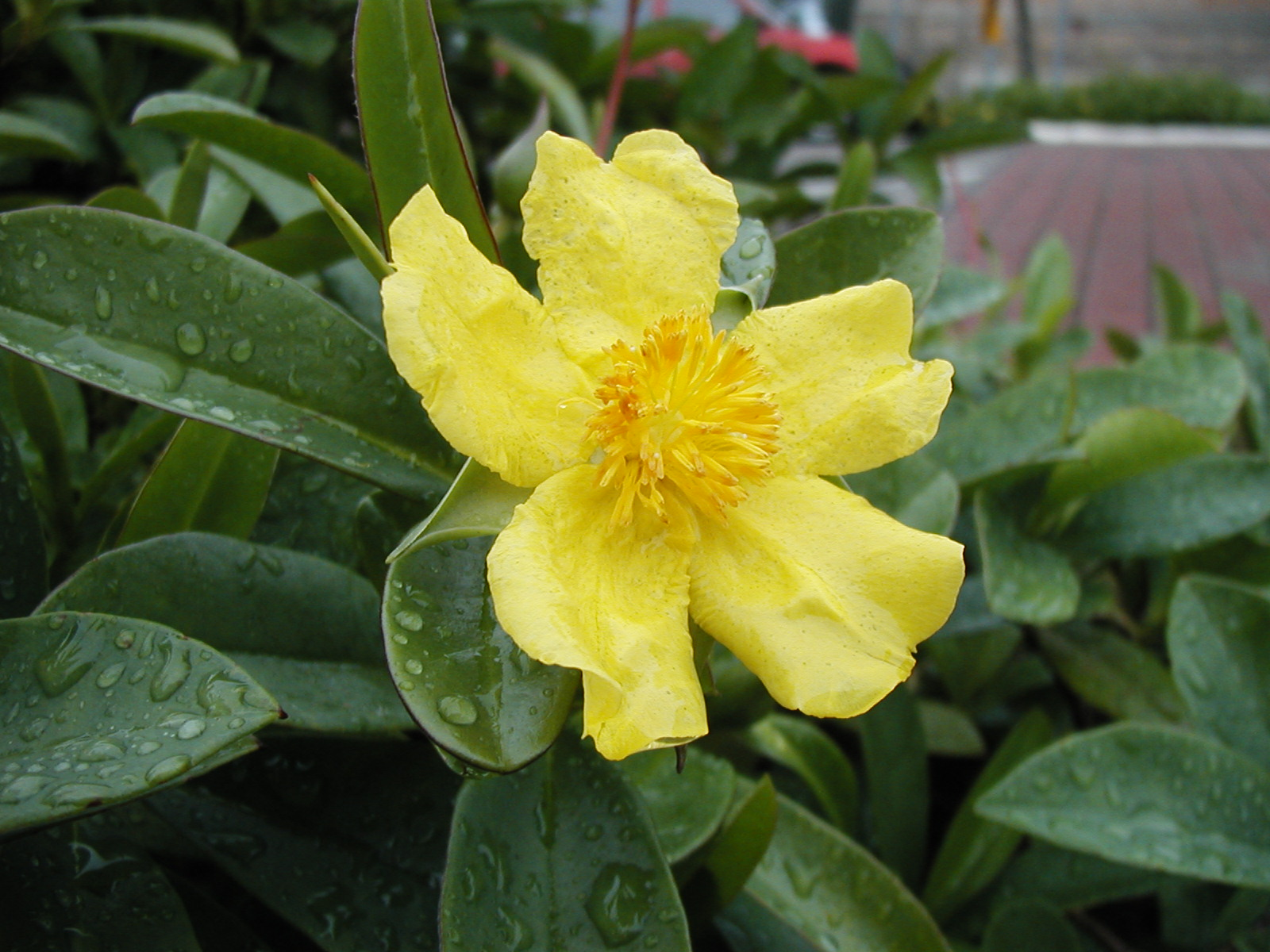
Hibbertia scandens.

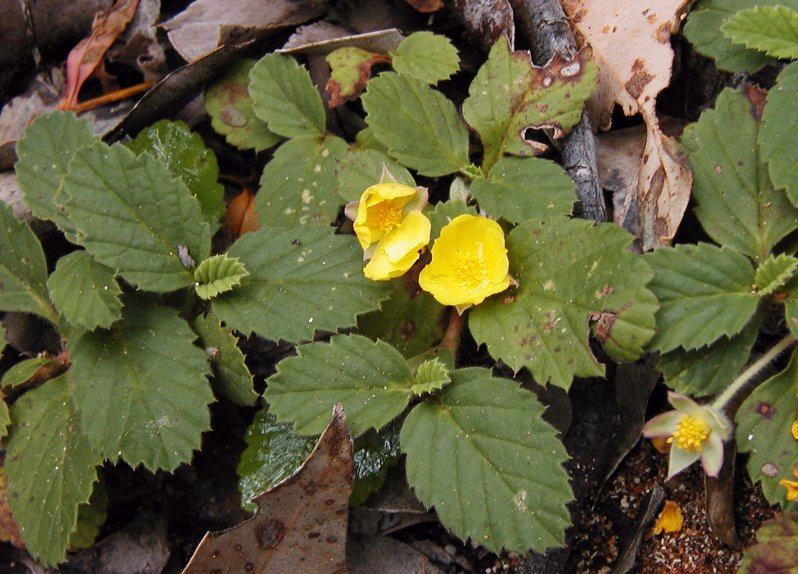
Hibbertia grossulariifolia.